# Barry Coster
Barry Allen Coster ist ein ehemaliger australischer Radrennfahrer und nationaler Meister im Radsport.

## Sportliche Laufbahn
Coster gewann die nationale Meisterschaft im Sprint 1958 vor Ian Chapman. Das Rennen war für Amateure und Berufsfahrer offen. 1959 siegte er im Grand Prix Aarhus.
Coster vertrat Australien in den Wettbewerben im Bahnradsport bei den Commonwealth Games 1958 in Cardiff. Er trat im 1000-Meter-Zeitfahren und im Punktefahren an, konnte sich aber nicht platzieren.